# CFTX-FM
CFTX-FM est une station de radio québécoise situé dans la ville de Gatineau appartenant à RNC Media et diffuse sur la fréquence 96,5 MHz à Gatineau avec une puissance de 1 750 watts et 107,5 MHz à Buckingham avec une puissance de 250 watts.

## Historique
Cette station a été lancée le 13 avril 2006 par Radio-Nord sous le nom de TAG Radio 96,5 et qui vise un public jeunes adultes entre 18 et 34 ans en diffusant de la musique rock et urbaine.
Au début du mois d'avril 2007, la station s'est mise à promouvoir un événement spécial sans préciser de détails autre que d'être à l'écoute « le 4 du 4 à 4 h 44 », soit le 4 avril 2007 à 16 h 44. Le jour-même, les employés ont célébré la venue de « Tag Radio 2.0 » : la nouvelle identité visuelle et la programmation officielle ont été dévoilées, et de la marchandise était distribuée, notamment des autocollants pour voiture affichant le nouveau logo. Un court-métrage du nom de « Tag le film », réalisé avec les Productions Actum Imago, a été présenté en soirée, puis diffusé sur le Web.
Le 20 février 2009, à 16 h, simultanément avec CKYK-FM au Saguenay et GO-FM en Abitibi-Témiscamingue, RNC Media a créé la famille Radio X à l'image de la populaire station CHOI-FM Radio X de Québec, en promettant toute la puissance musicale de la marque Radio X, tout en gardant le contenu local dans chaque région, et TAG Radio devient TAG Radio X.
Le 26 juillet 2010, à 9 h, TAG Radio X fut séparé de la famille Radio X et sera connue sous le nom de 96,5 Capitale Rock.
À la suite de la transformation de TAG Radio X en Capitale Rock, CFTX passe de 16 200 auditeurs à 13 000 auditeurs, une baisse de 3 200 auditeurs.
Le 22 septembre 2016 à 12 h, Capitale Rock 96.5 change officiellement de nom pour POP 96.5, et change son mandat pour diffuser de la musique pop des années 1970, 80 et 90.
Le format Pop depuis 2017 est maintenant sur les ondes de CHXX-FM 100,9 Donnacona.

### Identité visuelle (logo)

Premier logo de Tag Radio 96.5, utilisé du 13 avril 2006 au 4 avril 2007.
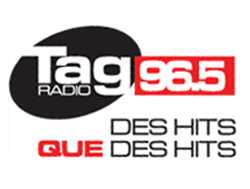
Deuxième logo de Tag Radio 96.5, dévoilé le 4 avril 2007 et utilisé jusqu'à l'inclusion de la station à la famille Radio X le 20 février 2009.
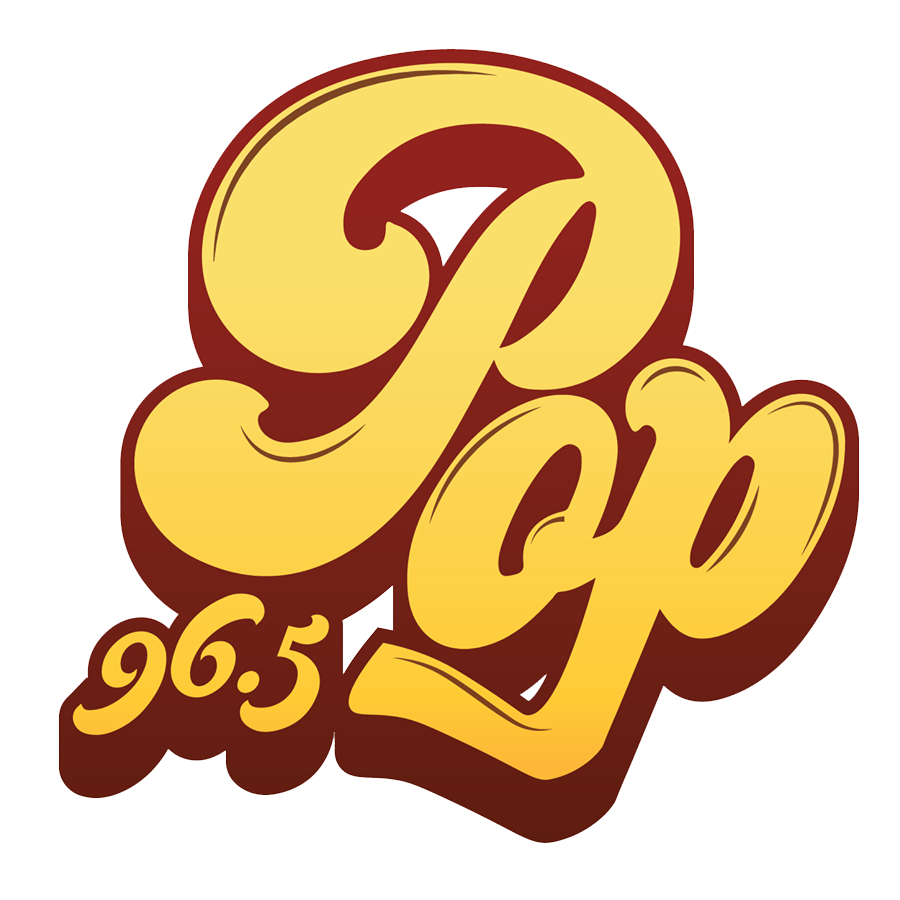
Logo de POP 96.5 du 22 septembre 2016 à juin 2021.

## Anciens animateurs
- Bruno Morrissette - Le Bonheur de bonne heure!
- Stéphanie Méthé - Le Bonheur de bonne heure!
- Carol Beaudry, collaborateur, Le Bonheur de bonne heure! Et le retour à la maison
- Christian Coderre
- Alain Larivière